# Jüdische Gemeinde Châlons-en-Champagne

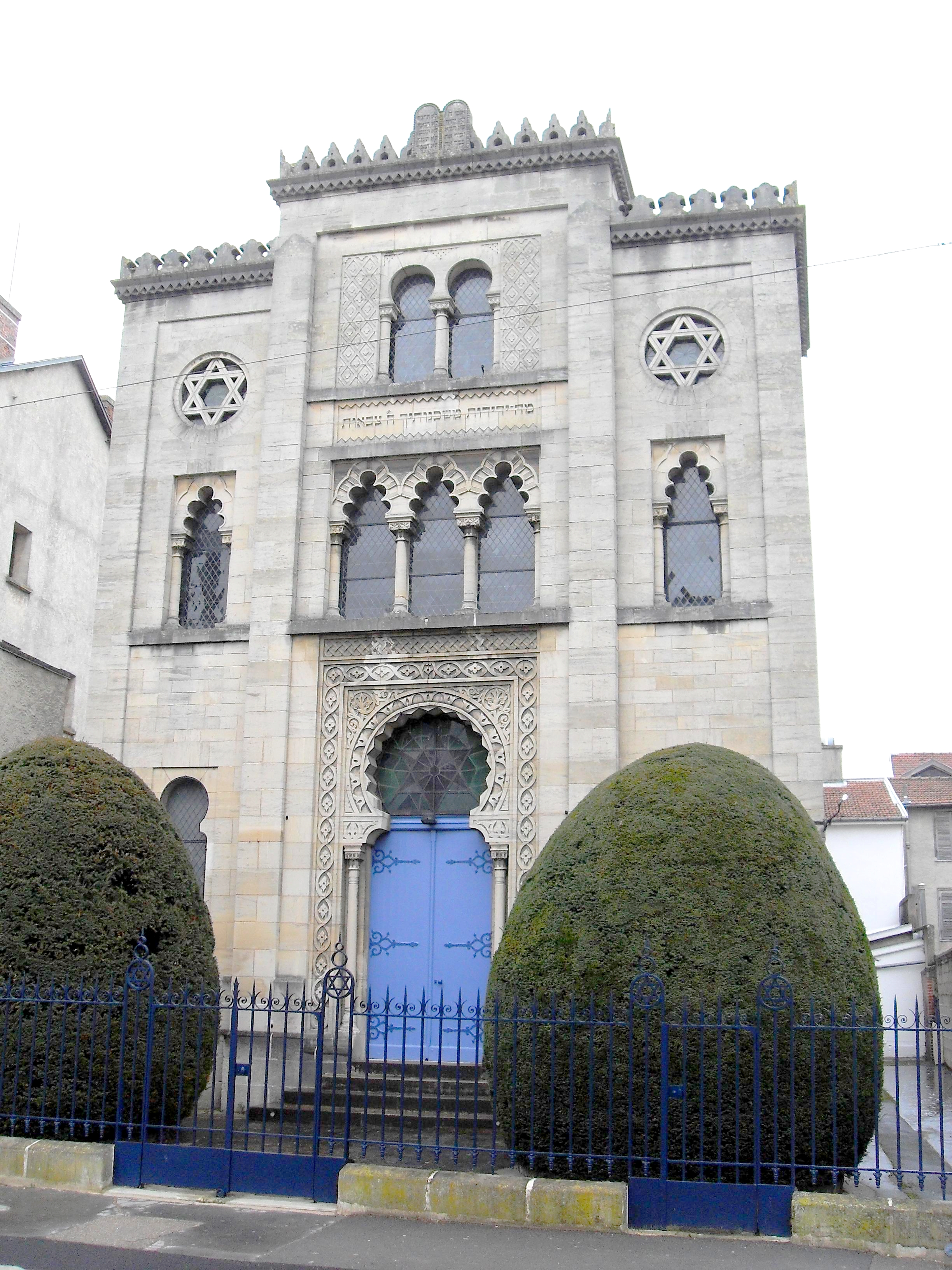
Synagoge in Châlons-en-Champagne

Die Jüdische Gemeinde Châlons-en-Champagne befindet sich in der französischen Stadt Châlons-en-Champagne im  Département Marne in der Region Grand Est.

## Geschichte
Schon für 1367 ist eine Synagoge in Châlons-en-Champagne belegt, die sich in der Rue de la Juiverie (Judengasse) befand. In diesem Stadtviertel wurden bei größeren Renovierungsmaßnahmen Spuren einer mittelalterlichen Synagoge mit Resten des Toraschreins entdeckt. Ebenso wurde ein rituelles Bad (Mikwe) ausgegraben. 18 Stufen führen zu einem Wasserbecken, das von einem unterirdischen Kanal mit Wasser gespeist wird.
Die jüdische Gemeinde Châlons-en-Champagne gehörte von 1808 bis 1871 zum Consistoire Paris und danach zum Consistoire Lille.

## Friedhof
Der jüdische Friedhof von Châlons-en-Champagne befindet sich in der Rue Kellerman. Auf ihm sind auch jüdische Soldaten des Ersten Weltkriegs bestattet.